# Jón Árnason (biskup)
Jón Árnason (1665 - 8 lutego 1743) – ewangelicko-luterański biskup Skálholtu w południowej Islandii (od 1722), uczony: teolog i matematyk, a również utalentowany śpiewak.

## Rodzina i edukacja
Jón Árnason urodził się w regionie Dýrafjörður w Vestfirðir, gdzie jego ojciec, Árni Loftsson, w tym okresie pracował jako pastor.
Edukację rozpoczął w szkole Skálholt, następnie studiował (do 1692) na Uniwersytecie w Kopenhadze.

## Praca zawodowa
Jón Árnason był kierownikiem słynnej szkoły w Hólar, zanim w 1707 r. nie został proboszczem w Staður nad Steingrímsfjörður w Vestfirðir.
Po nagłej śmierci Jóna Vidalina został biskupem Skálholtu, którą to funkcję pełnił do końca życia.

## Działalność duszpasterska
Cieszył się opinią człowieka o bardzo wysokiej moralności i uchodził za jednego z najbardziej wpływowych biskupów w kraju. Mimo opozycji kupców próbował ograniczyć przywóz wyrobów tytoniowych i napojów alkoholowych. Działalność antyalkoholową prowadził zresztą już jako proboszcz i kierownik szkoły w Skálholcie. Zasłynął jako duszpasterz dbający o dyscyplinę podległych mu duchownych.

## Działalność naukowa
Jako teolog i matematyk opublikował kilka prac, w tym podręczniki dla szkoły w Skálholcie (opublikowane w Kopenhadze) i słownik łacińsko-islandzki. Ponadto był autorem traktatów i listów.

## Rodzina
Jego żoną była Guðrún Einarsdóttir (1665-1752), córka Einara Þorsteinssona, biskupa Hólaru.

## Wybrane dzieła
- 1722: Spurningar Ut af Frædunum : Samannteknar handa Børnum og fa Frødu Almuga-Folcke / af Jone Arnesyne. Spurningakver, kallað Jónskver.
- 1738: Nucleus latinitatis (latína: „kjarni góðrar latínu“) eða Nucleus latinitatis/Kleyfsi - latnesk orðabók með íslenskum skýringum
- 1739: Fingrarím/Dactylismus ecclesiasticus eður Fingra-Rím viðvíkjandi kirkju-ársins tímum. Fylgir og með ný aðferð að finna íslendsk Misseraskipti